# Dubravka Vukalović Vlahek
Dubravka Vukalović (Varaždin, 30. listopada 1984.) hrvatska je pijanistica.
Glazbeno obrazovanje započinje na Glazbenoj školi u Varaždinu u klasi Olimpije Vojvode, da bi ubrzo nastavila školovanje na Specijalnoj centralnoj školi za nadarenu djecu pri Moskovskom državnom konzervatoriju Petar Iljič Čajkovski u klasi Alexandera Mndoyantsa. Izravno upisuje treću godinu studija na Konzervatoriju u Lausannei u klasi Daga Achatza i Jean-François Antoniolija. Kao stipendistica švicarskog fonda "Max D. Jost",  na istoj je instituciji i magistrirala u klasi brazilskog pijanista i dirigenta Ricarda Castra. Njenu su karijeru snažno obilježili susreti s umjetnicima kao što su Rudolf Kehrer, Anatolij Katz, Jean-Bernard Pommier, Ralf Gothóni, Evgeny Mogilevsky, Christophe Desjarinds, Eduardo Leandro i dr. Debitirala je u dobi od 14 godina kao solistica uz Zagrebačku filharmoniju pod ravnanjem Pavla Dešpalja, te pobijedila na nekolicini međunarodnih pijanističkih natjecanja. Redovito nastupa kao solistica i komorna glazbenica diljem Europe, u Aziji, Južnoj Americi i Rusiji. Gost je prestižnih glazbenih festivala u Amsterdamu, Barceloni, Berlinu, Dubrovniku, Madridu, Moskvi, Palma de Mallorci, Zagrebu i Ženevi. Zajedno sa suprugom Brunom Vlahekom djeluje u uspješnom klavirskom duu D&B s kojim je postala i laureat međunarodnog natjecanja za klavirska dua u Monte-Carlu. Snimke njenih nastupa zabilježene su za televizijske i radijske kuće u Hrvatskoj, Nizozemskoj, Španjolskoj, Rusiji i Kini te za Radio Suisse Romande (Espace 2).

## Vanjske poveznice
- Službene stranice Dubravke Vukalović Vlahek  Arhivirana inačica izvorne stranice od 4. listopada 2016. (Wayback Machine)